# Simmer and Jack Proprietary
La Simmer and Jack Proprietary, créé en 1889, fut la première mine d'or à réussir l'exploration minière en grande profondeur en Afrique du Sud et l'une des premières capitalisations de la Bourse de Londres à la fin du XIXe siècle.

## Histoire
La société est créée en 1889 sur la ferme d'Elandsfontein, l'un des sites les plus anciens de l'activité aurifère près de Johannesbourg. La ferme est achetée par deux écossais, John Jack et August Simmer, qui donnent leur nom à la société, introduite rapidement en Bourse. Celle de leur ferme en Écosse est donnée au village de Germiston qui est bâti à la hâte sur le site de la mine et devient ensuite la sixième ville sud-africaine.
Le record de vitesse minière est battu en 1895 avec la percée d'un puits de quarante mètres en moins d'un mois, par une équipe de mineurs anglais venus de Cornouaille. Cette année aussi, la société décide la création de plusieurs filiales Simmer and Jack East, Simmer and Jack West, Rand Victoria et Rose Deep.
Le magnat de l'industrie minière Cecil Rhodes l'englobe dans son groupe Gold Fields en 1896, qui est alors rebaptisé "Consolidated Gold Fields", pour être le pendant dans l'or de la De Beers Consolidated. Il achète 98 000 actions de la société et la paie en apportant concessions, qui s'ajoutent aux 900 concessions qu'elle détient déjà. Cecil Rhodes est alors conseillé par le géologue et ingénieur américain John Hays Hammond. Il décide d'installer sur le site son usine de génération électrique permettant d'exploiter le site minier en grande profondeur.
Avec une valeur boursière de 4,3 millions de sterling en 1898, c'est la 59e capitalisation britannique et la troisième des mines d'or, juste derrière Goldfields (7,017 millions de sterling et sa filiale "Goldfields Deep" (5,063 millions de sterling car elle est coactionnaire de Robinson Deep Mine mais aussi de Simmer and Jack), Robinson (4,400 millions de sterling, aussi coactionnaire de Robinson Deep Mine) et Simmer and Jack Proprietary (4,318 millions de sterling). De fait, les trois grandes mines d'or sud-africaine, en grande profondeur, Robinson, East Rand et Simmer and Jack Proprietary représentent cinq des 60 première valeurs à la plus grande bourse du monde de l'époque. La société ne verse pas encore de dividende et n'a aucune dette.
En 1964, la mine a cessé ses opérations, mais une structure bousière nommé "Simmer and Jack Mines Ltd" a vécu une seconde vie et racheté à la holding DRD Gold la mine de Buffelsfontein en 2005.